# Dysderidae
Los disdéridos (Dysderidae) son una familia de arañas araneomorfas, errantes, nocturnas y de mediano o gran tamaño. Esta familia se concentra en Eurasia y en el borde sur de África del Norte. Dos géneros, Dysdera y Harpactea, son particularmente ricos en especies. Tienen 6 ojos. Sus quelas son relativamente grandes para su tamaño, adecuadas para su dieta especializada en la captura de Oniscidea. El veneno es irrelevante en humanos, pero al tener quelas grandes y afiladas, su picadura es dolorosa. Normalmente, sin mayor trascendencia que el equivalente a pincharse con un rosal. En cualquier caso no son animales agresivos, y si se les da la oportunidad, intentarán huir de la amenaza humana o permanecer inmóviles tratando de pasar desapercibidos.

## Géneros
Según The World Spider Catalog 12.5:
- Cryptoparachtes Dunin, 1992
- Dasumia Thorell, 1875
- Dysdera Latreille, 1804
- Dysderella Dunin, 1992
- Dysderocrates Deeleman-Reinhold & Deeleman, 1988
- Folkia Kratochvíl, 1970
- Harpactea Bristowe, 1939
- Harpactocrates Simon, 1914
- Holissus Simon, 1882
- Hygrocrates Deeleman-Reinhold, 1988
- Kaemis Deeleman-Reinhold, 1993
- Mesostalita Deeleman-Reinhold, 1971
- Minotauria Kulczyn'ski, 1903
- Parachtes Alicata, 1964
- Parastalita Absolon & Kratochvíl, 1932
- Rhode Simon, 1882
- Rhodera Deeleman-Reinhold, 1989
- Sardostalita Gasparo, 1999
- Speleoharpactea Ribera, 1982
- Stalagtia Kratochvíl, 1970
- Stalita Schiödte, 1847
- Stalitella Absolon & Kratochvíl, 1932
- Stalitochara Simon, 1913
- Tedia Simon, 1882
- †Dasumiana Wunderlich, 2004
- †Mistura Petrunkevitch, 1971